# Lindoeste
Lindoeste är en kommun i Brasilien.   Den ligger i delstaten Paraná, i den södra delen av landet, 1 200 km sydväst om huvudstaden Brasília. Antalet invånare är 5 363.
Omgivningarna runt Lindoeste är huvudsakligen savann. Runt Lindoeste är det ganska glesbefolkat, med 27 invånare per kvadratkilometer.